# Iswestija-Pokal 1970
Der Iswestija-Pokal 1970 (russisch Турнир на приз газеты Известия, dt.: Turnier um den Preis der Zeitung „Известия“, dt. Iswestija, d. h. Nachrichten) war ein Eishockeyturnier, welches vom 6. bis 13. Dezember 1970 in Moskau stattfand. Neben der sowjetischen nationalen Auswahl nahmen die Nationalmannschaften Finnlands, Schwedens und der Tschechoslowakei teil. Obwohl auch die DDR-Mannschaft zur Teilnahme eingeladen worden war, verzichtete der DELV aufgrund des Leistungssportbeschlusses und statt ihrer beteiligte sich die polnische Eishockeynationalmannschaft am Turnier. Die Kanadier nahmen zu dieser Zeit aufgrund eines Streits im IIHF über die Teilnahme von Profispielern an Weltmeisterschaften an keinen internationalen Wettkämpfen teil.

## Spiele
| 6. Dezember 1970 | Tschechoslowakei | 10:1 (3:0, 1:1, 6:0) | Polen | Sportpalast Luschniki, Moskau Zuschauer: 14.000 |

| 6. Dezember 1970 | UdSSR Anatoli Belonoschkin Juri Tschitschurin Anatoli Firsow Alexander Malzew (2) Wladimir Wikulow (2) Jewgeni Simin | 8:3 (2:0, 3:1, 3:2) | Finnland Seppo Repo (2) Lauri Mononen | Sportpalast Luschniki, Moskau Zuschauer: 6.000 |

| 7. Dezember 1970 | Polen | 4:3 (1:1, 1:1, 2:1) | Schweden | Sportpalast Luschniki, Moskau Zuschauer: 2.300 |

| 8. Dezember 1970 | Finnland | 1:2 (1:1, 0:1, 0:0) | Schweden | Sportpalast Luschniki, Moskau |

| 9. Dezember 1970 | UdSSR Wladimir Petrow (1.) | 1:3 (1:2, 0:1, 0:0) | Tschechoslowakei Ivan Hlinka (2.) Josef Horešovský (10.) Eduard Novák (24.) | Sportpalast Luschniki, Moskau Zuschauer: 14.000 |

| 10. Dezember 1970 | UdSSR Waleri Charlamow (2) Wiktor Polupanow Igor Romischewski Wladimir Wikulow Jewgeni Simin (2) | 7:1 (5:0, 0:0, 2:1) Spielbericht | Polen Tadeusz Obloj | Sportpalast Luschniki, Moskau Zuschauer: 8.000 |

| 11. Dezember 1970 | Tschechoslowakei Jiří Holík (8.) Ivan Hlinka (35.) Richard Farda (50.) | 3:2 (1:1, 1:1, 1:0) | Schweden Anders Hedberg (6.) Tommi Abrahamsson (23.) | Sportpalast Luschniki, Moskau Zuschauer: 14.000 |

| 11. Dezember 1970 | Finnland | 8:3 (3:2, 0:0, 5:1) | Polen | Sportpalast Luschniki, Moskau Zuschauer: 1.800 |

| 13. Dezember 1970 | Tschechoslowakei | 7:3 (1:0, 4:1, 2:2) | Finnland | Sportpalast Luschniki, Moskau Zuschauer: 4.500 |

| 13. Dezember 1970 | UdSSR Anatoli Firsow (24.) Wladimir Wikulow (34.) Anatoli Firsow (38.) Wladimir Petrow (52.) | 4:0 (0:0, 3:0, 1:0) | Schweden | Sportpalast Luschniki, Moskau Zuschauer: 14.000 |

## Abschlusstabelle
| Platz | Mannschaft       | Spiele | S | U | N | T     | P |
| ----- | ---------------- | ------ | - | - | - | ----- | - |
|       | Tschechoslowakei | 4      | 4 | 0 | 0 | 23:07 | 8 |
|       | UdSSR            | 4      | 3 | 0 | 1 | 20:07 | 6 |
|       | Schweden         | 4      | 1 | 0 | 3 | 07:12 | 2 |
| 4.    | Finnland         | 4      | 1 | 0 | 3 | 15:20 | 2 |
| 5.    | Polen            | 4      | 1 | 0 | 3 | 09:28 | 2 |

## Die besten Spieler
Die besten Spieler des Turniers:
| Torwart     | Andrzej Tkacz      |
| Verteidiger | František Pospíšil |
| Stürmer     | Wladimir Wikulow   |

Der beste Scorer wurde ebenfalls Wladimir Wikulow mit 6 Punkten (4 Tore, 2 Vorlagen).